# Tibia (geslacht)
Tibia is een geslacht van weekdieren uit de klasse van de Gastropoda (slakken).

## Soorten
- Tibia curta (G. B. Sowerby II, 1842)
- Tibia fusus (Linnaeus, 1758)
- Tibia insulaechorab Röding, 1798
- Tibia melanocheilus (A. Adams, 1855)